# M (parfüm)
Az M vagy M by Mariah Carey egy női parfüm, amelynek Mariah Carey a reklámarca és egyik tervezője és amit az Elizabeth Arden  jelentetett meg. A legtöbb parfümöt reklámozó hírességgel ellentétben az énekesnő aktívan részt vett a parfüm tervezésében; a folyamatot egy dal megírásához hasonlította, és azt is elmondta, korábban nem volt szokása parfümöt használni. 2007. szeptember 27. óta kapható.
Szlogenje: „Egy megfoghatatlan jelenlét, mely rabul ejt, akár egy dal”. Fő illatai: mályvacukor, tengeri szél akkord (fejillat), tahiti tiare, gardénia (szívillat), ámbra, pacsuli, marokkói füstölő (alapillat).
Az üveg lila, tiare virág formájú, tetején pillangó látható, ami Mariah jelképe.
A Fragrance Foundation 2008-ban beválasztotta az M-et a parfümipar Oscar-díjának is nevezett FiFi díj döntősei közé, a női luxusparfümök kategóriában. A Basenotes nyolcadik éves díjkiosztóján tíz másik döntős közül nyerte el az aranyat a legjobb, hírességek által reklámozott női parfümök kategóriájában.
2008. március 16-án az Egyesült Királyságban és Írországban új csomagolásban, aranyszínű üvegben újra megjelent, Gold Deluxe Edition néven.